# Titania Peak
Der Titania Peak ist ein felsiger und 1250 m hoher Berg im Zentrum der westantarktischen Alexander-I.-Insel. Er ragt rund 18 km westsüdwestlich des Mount Umbriel nahe dem Kopfende des Uranus-Gletschers auf.
Der britische Geograph Derek Searle vom Falkland Islands Dependencies Survey kartierte ihn 1960 anhand von Luftaufnahmen der US-amerikanischen Ronne Antarctic Research Expedition (1947–1948). Das UK Antarctic Place-Names Committee benannte ihn 1961 in Anlehnung an die Benennung des Uranus-Gletschers nach dem Uranus-Mond Titania.